# Ризванов, Науфаль Гаязович
Науфаль Гаязович Ризванов (тат. Нәүфәл Гаяз улы Ризванов; род. 15 января 1930, Казань, Татарская АССР, РСФСР, СССР) — советский и российский астроном.

## Биография
Родился 15.01.1930 в г. Казань в семье служащих. В 1937 г. родители Ризванова Н. Г. были репрессированы. Начальную школу окончил в детском доме г. Кострома, куда был отправлен из г. Казань в одной группе с Василием Аксеновым. Среднюю школу окончил в г. Свердловск. В 1954 окончил Казанский Государственный Университет им. В. И. Ленина. В 1955–1958 младший научный сотрудник отдела физики Солнца Астрофизического института АН Казахской ССР (г. Алма-Ата). С 1958 по 2012 в Астрономической обсерватории им. В. П. Энгельгардта (АОЭ). Старший научный сотрудник (1971). С 1974 заведующий лунно-планетной лабораторией, затем заведующий отделом фотографической астрометрии. Одновременно заместитель директора по научной работе (1983–1992), и. о. директора АОЭ (1990-1991). Доктор физико-математических наук (1987), профессор по специальности "Астрометрия и небесная механика" (2001).
Основные научные труды относятся к областям фотографической астрометрии, позиционной астрометрии, селенодезии, эфемеридной астрономии, астроприборостроения. 
Является создателем Казанской школы фотографической астрометрии. Впервые в мире разработал метод получения крупномасштабных снимков Луны на фоне звёзд. Разработал метод получения координат объектов лунной поверхности. Построил абсолютный каталог положений лунных кратеров. Предложил ряд оригинальных методов редукции по селенодезии и динамической астрономии.
Основной инициатор и организатор строительства наблюдательных высокогорных станций «Нахичеванская» (1960) и «Зеленчукская» (1971). Впервые в СССР успешно произвёл совместно с С. С. Тохтасьевым в 1961 г. спектрокинематографирование полного солнечного затмения вблизи второго и третьего контактов. В 1981 г. совместно с Ф. А. Гараевым, М. И. Кибардиной и З. К. Тутышкиной получил снимки солнечной короны во время полного солнечного затмения.
Руководитель работ по международным программам «IHW» – комета Галлея (СоПроГ), казанские результаты были признаны лучшими в СССР, «FOBOS» – спутники Марса в Казанском университете. Под его руководством построено несколько телескопов в т. ч. полутораметровый рефлектор АЗТ-22 на ЛОМО.
Член Международного Астрономического Союза (1981), Европейского (1990) и Российского Астрономических Обществ (1991), член Научного совета РАН по астрономии и Бюро секции No 9 "Астрометрия, небесная механика и прикладная астрономия" Научного совета РАН по астрономии (1999). Под его руководством защищены пять кандидатских и одна докторская диссертация. 
Заслуженный научный работник Казанского университета (2010). Лауреат Государственной премии Республики Татарстан в области науки и техники (2009, в соавторстве). Награждён медалью «Ветеран труда» Министерством образования Российской Федерации и бронзовой медалью ВДНХ СССР (1988). Ризванов Науфаль Гаязович умер 09.04.2012, похоронен на мемориальном кладбище АОЭ.

## Основные труды
Автор 136 научных статей и 3 монографий.

### Монографии
- Ризванов Н. Г. Фотографическая астрометрия: учеб. пособие. — Казань: Изд-во Казанского ун-та, 1991. — 154 с. — ISBN 5-7464-0638-4.
- Ризванов Н. Г., Бикмаев И. Ф., Нефедьев Ю. А. Основные концепции ПЗС и фотографической астрометрии. — Казань: Изд-во Казанского ун-та, 2005. — 199 с. — ISBN 5-98180-214-6.

### Статьи
- Эфемеридное время по фотографическим наблюдениям на АОЭ // Бюллетень АОЭ. 1965. № 38;
- History of development of Selenodesy and Dynamics of the Moon in Kazan // Astronomy and geodesy in new millenium. Kazan, 2001.
- Independent sel concentric system of coordinates by large scale star-call ibrated lunar photographs // Earth, Moon and Planets. 1984. № 30;
- Актуальные задачи селенодезии и динамики Луны // Проблемы построения координатных систем в астрономии. Л., 1989;
- Photoelectric observations of lunar occultations at Engelhard Astronomical Observatory // Astronomical Journal, USA. 1998;
- Основные концепции ПЗС и фотографической астрометрии. Казань, 2005;
- История научных связей астрономов «северной столицы» и Казани // Известия ГАО РАН. 2010. Т. 4, № 219.

## Награды
- Государственная премия Республики Татарстан в области науки и техники (2009)[1][2].
- Бронзовая медаль ВДНХ (1988).
- Медаль «Ветеран труда».